# Occultifur
Occultifur Oberw. (grzybojadek) – rodzaj grzybów z rodziny Cystobasidiaceae. W Polsce występuje jeden gatunek.

## Systematyka i nazewnictwo
Pozycja w klasyfikacji według Index Fungorum: Cystobasidiaceae, Cystobasidiales, Incertae sedis, Cystobasidiomycetes, Pucciniomycotina, Basidiomycota, Fungi.
Polską nazwę nadał Władysław Wojewoda w 1996 r.
Niektóre gatunki:
- Occultifur brasiliensis F.C.O. Gomes, Safar, A. Marques, A.O. Medeiros, A.R.O. Santos, C. Carvalho, Lachance, J.P. Samp. & C.A. Rosa 2015
- Occultifur corticiorum P. Roberts 1997
- Occultifur externus J.P. Samp., R. Bauer & Oberw. 1999
- Occultifur internus (L.S. Olive) Oberw. 1990 – grzybojadek łzawnikowy

Nazwy naukowe na podstawie Index Fungorum. Nazwy polskie według Władysława Wojewody.